# Captura de Fort la Latte
La captura de Fort la Latte va tenir lloc durant la Chouannery de 1815. Durant els Cent Dies, vuit oficials de Chouan van agafar Fort la Latte per sorpresa abans de ser recuperat quatre dies després.

## Captura del fort pelschouans
El 10 de juliol de 1815, vuit oficials Chouan de la legió Dinan, liderats pel capità Heurtel, van escalar les muralles de Fort la Latte durant la nit i van capturar els 40 homes de la guarnició per sorpresa:
| « | "Els darrers dies de juny, vuit oficials de la meva legió es van distingir per una empresa atrevida. Van decidir apoderar-se del fort La Latte, situat sobre una roca, a la vora del mar, i defensant el port de Saint-Cast. Ens faltaven municions i esperaven aconseguir-nos-ne una si tenien èxit. El fort està envoltat d'alts murs i un fossat en bon estat; tenia quaranta homes a guarnició. Els autors de l'empresa s'hi van acostar durant la nit, van escalar les muralles, es van apoderar dels sentinelles i del cos de guàrdia i van fer presoner a tota la guarnició, sense vessar ni una gota de sang. Els van tancar a la presó, i, restants mestres del fort, es van acostar a la bandera blanca." | » |

— Toussaint du Breil de Pontbriand

## Recapturada pels imperials
Quatre dies després, les tropes imperials van reprendre el fort amb escales, els vuit oficials chouans es van rendir i van ser portats a Saint-Malo, però set d'ells van aconseguir fugir gràcies a la complicitat del capità del vaixell.
| « | "Malauradament, no m'havien avisat del seu projecte; Jo estava en aquell moment a sis llegües de distància; em van enviar una paraula per venir a ajudar-los, però els seus missatgers van prendre una direcció equivocada, i van passar dos dies i mig abans que se'm informés. Tanmateix, dues columnes de federats i mariners, amb duaners, s'havien desplaçat cap al fort. La presència d'una fragata anglesa, que era a la vista, els va fer pensar que l'empresa estava concertada amb els anglesos, i, tement que els assetjats no rebrien ajuda, es van afanyar a muntar l'assalt. Van ser informats del reduït nombre d'aquests, i, havent-se proveït d'escales, van escalar les muralles per diversos costats. Els joves oficials, veient impossible defensar-los, es van retirar a una petita torre, on es van veure obligats a capitular. Tot i que els havien promès la vida, van estar a prop de ser afusellats a l'acte; Ja s'havien fet agenollar per rebre la mort, quan el líder dels imperials va considerar oportú remetre l'assumpte al general que manava a Saint-Malo, i els va fer embarcar, per portar-los més segurs a aquesta ciutat. El capità del vaixell, tocat pel destí que amenaçava aquests valents joves a la seva arribada, els va facilitar la fugida; havent-los fet pujar a coberta, com per prendre una mica d'aire fresc, els va instar a aprofitar la proximitat de terra per salvar-se, es van llançar al mar i feliços van arribar a la riba; només un, M. du Temple, que no sabia nedar, fou portat a la presó i hi romangué fins al retorn del Rei; els altres van venir a unir-se a mi, tal com jo acabava de conèixer la seva empresa i el seu èxit. Aquests valents oficials eren MM. Heurtel, els dos germans de Kergommeau, du Temple, des Touries." | » |

— Toussaint du Breil de Pontbriand